# Шатноа ле Роајал
Шатноа ле Роајал (фр. Châtenoy-le-Royal) насеље је и општина у источном делу централне Француске у региону Бургоња, у департману Саона и Лоара која припада префектури Шалон сир Саон.
По подацима из 2011. године у општини је живело 5991 становника, а густина насељености је износила 477,37 становника/km². Општина се простире на површини од 12,55 km². Налази се на средњој надморској висини од 205 метара (максималној 206 m, а минималној 172 m).

## Демографија
| 1962. | 1968. | 1975. | 1982. | 1990. | 1999. | 2011. |
| ----- | ----- | ----- | ----- | ----- | ----- | ----- |
| 2.371 | 3.781 | 4.912 | 5.770 | 5.692 | 5.938 | 5.991 |

График промене броја становника у току последњих година